# 图勒·舍斯泰特
图勒·舍斯泰特（瑞典語：Thure Sjöstedt，1903年8月28日—1956年5月2日），瑞典男子摔跤运动员。他曾代表瑞典参加1928年和1932年夏季奥林匹克运动会摔跤比赛，获得一枚金牌和一枚银牌。